# Viola Roggenkamp

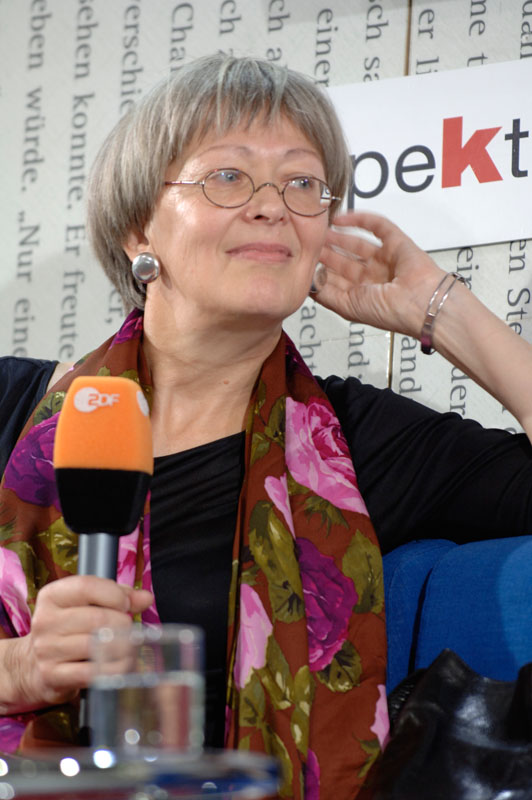
Viola Roggenkamp (2005) bei der Veranstaltung Das Blaue Sofa

Viola Roggenkamp (* 15. April 1948 in Hamburg) ist eine deutsche Schriftstellerin und Publizistin. Sie widmet sich vor allem feministischen und jüdischen Themen sowie den Lebenswegen von Frauen, insbesondere von Lesben.

## Leben und Werk
Viola Roggenkamp wuchs in Hamburg auf, wohin ihre Eltern aus einem Leben in der Illegalität in Polen nach der Befreiung vom Nationalsozialismus im Mai 1945 zurückgekehrt waren. Nach dem Studium der Psychologie, Philosophie und Musik unternahm sie über mehrere Jahre ausgedehnte Reisen durch Asien und lebte eine Zeit lang in Indien sowie von 1989 bis 1992 in Israel. Parallel dazu wurde sie freie Autorin der Wochenzeitung Die Zeit, für die sie bis 2013 schrieb. 1977 gehörte sie zum Gründungsteam der feministischen Zeitschrift Emma, für die sie bis 1992 als freie Reporterin tätig war. Bis 2004 war sie Kolumnistin der taz. Seit 1990 schreibt sie für die Jüdische Allgemeine, seit 2016 auch für Cicero. Ihre literarischen Werke umfassen Porträts, Essays und Romane.
Roggenkamps 2004 erschienener autobiografisch inspirierter Debütroman Familienleben wurde zum Bestseller und in mehrere Sprachen übersetzt. Darin schildert die Protagonistin, die 13-jährige Fania, den Alltag ihrer jüdisch-deutschen Familie im Hamburg von 1967. Jana Hensel schrieb im Spiegel: „Drei Jahrzehnte behielt Viola Roggenkamp ihr Romanprojekt für sich. Herausgekommen ist nun ein beinahe gespenstisch perfektes Buch. (…) Alle Personen werden souverän geführt, dramaturgisch klar und doch psychologisch widersprüchlich.“ Die Beziehung zwischen Schoa-Überlebenden und ihren Kindern in Deutschland ist auch das Thema ihrer Romane Die Frau im Turm (2009) und Tochter und Vater (2011) sowie des 2002 veröffentlichten Bandes Tu mir eine Liebe. Meine Mamme. In 26 Begegnungen spricht Roggenkamp mit prominenten Menschen in Deutschland über deren Mütter, die den Holocaust überlebt haben. Die Porträts waren zunächst in der Jüdischen Allgemeinen erschienen.
In ihrem 2005 veröffentlichten Essay Erika Mann. Eine jüdische Tochter rückte sie einen Aspekt ins Zentrum, der in der Forschungsliteratur zur Familie von Thomas und Katia Mann und ihren Kindern kaum erwähnt wird: das verleugnete Jüdische. Dass Roggenkamp die Geschichte der Verleugnung erzählt, hänge „gewiss mit lebensgeschichtlichen Prägungen zusammen, die die Autorin in ihrem Roman Familienleben ausgebreitet hat“, so Roland Wiegenstein in der Berliner Literaturkritik. „Erika Mann ist für Viola Roggenkamp eine Identifikationsfigur (wie Rahel Levin-Varnhagen es für die junge Hannah Arendt war). Sie trägt mit ihr eine Art Geisterkampf aus – bewundert sie und hätte sie sich doch anders gewünscht.“ Tilmann Lahme befand in seiner FAZ-Rezension, dass man bei Roggenkamp wenig darüber erfahre, warum Erika Mann wie schon ihre Mutter nichts von ihren jüdischen Wurzeln wissen wollte, hingegen viel über Roggenkamps „Trauer über den Verlust des Jüdischen in Deutschland und über ihren Zorn, wobei unklar bleibt, warum sich dieser hauptsächlich gegen Thomas Mann richtet“. Laut der Literaturwissenschaftlerin Ruth Klüger in Die Welt bezieht das Buch seine Brisanz auch aus dem weiteren Umfeld der Verdrängung jüdischen Schicksals in der Nachkriegszeit. „Die Autorin hat mit ihren Überlegungen zum deutsch-jüdischen Verhältnis in der kulturellen Elite mit nicht geringem Mut in ein Wespennest gestochen.“
Viola Roggenkamp gehört zu der „zweiten Generation“, wie Kinder von Überlebenden des Holocaust genannt werden. In einem mit ihr und Michael Wolffsohn geführten Gespräch sagte sie: „Ich bin deutsche Jüdin. Ich bin die Tochter einer Jüdin; und meiner Meinung nach ist Judentum keine Glaubensfrage.“

## Publikationen
Porträts, Interviews
- Von mir soll sie das haben? Sieben Porträts von Müttern lesbischer Töchter. Krug & Schadenberg, Berlin 1996, ISBN 3-930041-08-1.
- Tu mir eine Liebe. Meine Mamme. Jüdische Frauen und Männer in Deutschland sprechen von ihrer Mutter. Mosse Verlag, Berlin 2002, ISBN 3-935097-07-7 (Rezension, Die Zeit).
- Frau ohne Kind. Eine Tafelrunde. Gespräche und Geschichten. Europa Verlag, Hamburg 2004, ISBN 3-203-81512-5. (Rezension, NZZ)
- Mein Bild von ihm. Lesbische Frauen erzählen von ihren Vätern. Krug & Schadenberg, Berlin 2004, ISBN 3-930041-41-3.

Romane, Erzählung
- Familienleben. (Roman, Arche, Zürich-Hamburg 2004, ISBN 3-7160-2325-6). Als Fischer Taschenbuch, Frankfurt am Main 2005, ISBN 978-3-596-16591-9.
- Tochter und Vater. S. Fischer Verlag, Frankfurt am Main 2011, ISBN 978-3-10-066067-1 (Roman).
- Ich fahre da durch! In: Julia Franck (Hrsg.): Grenzübergänge. Autoren aus Ost und West erinnern sich. S. Fischer, Frankfurt am Main 2009, ISBN 978-3-10-022604-4 (Erzählung).
- Die Frau im Turm. S. Fischer Verlag, Frankfurt am Main 2009, ISBN 978-3-10-066064-0 (Roman).

Essays
- Über Glikl bas Judah Leib und Bertha Pappenheim zur Herausgabe von Die Memoiren der Glückel von Hameln in der Übersetzung von Bertha Pappenheim, Beltz, Weinheim und Basel 2005, ISBN 978-3-407-22169-8.
- Erika Mann. Eine jüdische Tochter. Über Erlesenes und Verleugnetes in der Familie Mann-Pringsheim. Arche-Verlag, Zürich 2005, ISBN 3-7160-2344-2
- Katia Mann. Eine Jüdin, die keine Jüdin sein wollte. In: Gisela Dachs (Hrsg.): Frauen. Jüdischer Almanach des Leo Baeck Instituts. Jüdischer Verlag im Suhrkamp Verlag, Frankfurt am Main 2006, ISBN 978-3-633-54221-5, S. 62–69.
- «Tom, ich bin eine Gans» Tony Buddenbrook - die Entwertung vitaler Weiblichkeit. In: Ortrud Gutjahr (Hrsg.): Buddenbrooks von und nach Thomas Mann. Theater und Universität im Gespräch, Band 4. Königshausen & Neumann, Würzburg 2006, ISBN 978-3-8260-3351-3, S. 121–138.
- Deutsche Demenz. In: Jörg Bong (Hrsg.): Neue Rundschau, Heft 2/2013, S. Fischer, Frankfurt am Main 2013
- Ich will dabei sein, wenn sie über Juden reden. In: Berliner Zeitung, 15. August 2014

## Weiterführende Literatur
- Julia Herzberger: Von allgegenwärtiger Erinnerung - Viola Roggenkamp: ‚Familienleben‘. In: dies.: Erinnerungsarbeit der Holocaustliteratur der zweiten Generation, Verlag Optimus Mostafa, Göttingen 2009, ISBN 978-3-941274-22-8, S. 72–75
- Michael Dallapiazza: Viola Roggenkamps Roman „Die Frau im Turm“. In: Edward Białek, Monika Wolting (Hrsg.): Kontinuitäten Brüche Kontroversen, Deutsche Literatur nach dem Mauerfall. Neisse, Dresden 2012, ISBN 978-3-86276-072-5

## Einzelbelege
1. ↑  Hans-Juergen Fink: Viola Roggenkamp. Auf der Suche nach der eigenen Geschichte, Hamburger Abendblatt, 13. Oktober 2011
2. ↑  Viola Roggenkamp – Artikel. In: Zeit. Abgerufen am 23. März 2024.
3. ↑  Viola Roggenkamp im Munzinger-Archiv, abgerufen am 23. März 2024 (Artikelanfang frei abrufbar)
4. ↑  Literatur: Im Garten ist die Welt zu Ende. In: Der Spiegel. 10. April 2004, abgerufen am 26. August 2018.
5. ↑  Der Spiegel 16/2004, S. 174–177
6. ↑  Ruth Klüger: Historischer Roman: Viola Roggenkamp besucht eine Frau im Turm. In: Die Welt. 18. Juli 2009, abgerufen am 26. August 2018.
7. ↑  Hans-Jürgen Schings: Viola Roggenkamp: Tochter und Vater: Acht Jahre lang täglich ein Held Literatur. In: FAZ.NET. Abgerufen am 26. August 2018.
8. ↑  Zeit. In: Zeit Online. Abgerufen am 26. August 2018.
9. ↑  Isabel Rohner: Über das verleugnete Jüdische. Viola Roggenkamp ermöglicht einen neuen Blick auf die Familie Mann-Pringsheim (Rezension), in: Komparatistik online, Justus-Liebig-Universität, Gießen 2006 (Volltext zum Herunterladen)
10. ↑  Verdrängt – und doch stets anwesend. In: Berliner Literaturkritik. Abgerufen am 26. August 2018.
11. ↑  Wotans Tochter. In: FAZ. 9. November 2005, abgerufen am 23. März 2024.
12. ↑  Ruth Klüger: Verleugnetes Judentum. In: Welt. 30. Dezember 2005, abgerufen am 26. August 2018.
13. ↑  Auch Juden dürfen kritisiert werden. Viola Roggenkamp und Michael Wolffsohn im Gespräch mit Andreas Main, Deutschlandfunk, 22. September 2016

| Personendaten    | Personendaten             |
| ---------------- | ------------------------- |
| NAME             | Roggenkamp, Viola         |
| KURZBESCHREIBUNG | deutsche Schriftstellerin |
| GEBURTSDATUM     | 15. April 1948            |
| GEBURTSORT       | Hamburg                   |